# Transneft
Transneft este un conglomerat rus care gestionează sistemul de conducte prin care este transportat țițeiul din Rusia.
Compania este un monopol cu peste 100.000 de angajați, care este responsabilă pentru 50.000 de kilometri de conducte.
Gigantul este condus de către Nikolai Tokarev, despre care Reuters a afirmat spune că a fost tot spion KGB în Germania de Est, unde l-a întâlnit pe Vladimir Putin.
În anul 2013, compania a generat un profit net de 4,31 miliarde de dolari la venituri de 20,4 miliarde de dolari.